# Lycidas (Roman)
Lycidas ist der erste Roman des deutschen Autors Christoph Marzi. Obwohl in sich abgeschlossen, bildet Lycidas gleichzeitig den ersten Teil einer Saga, die mit Lilith, Lumen und London fortgesetzt und später mit Somnia ergänzt wurde. Lycidas wurde 2004 im Heyne Verlag veröffentlicht.

## Inhalt
Emily, ein einäugiges Waisenmädchen aus London, begegnet eines Tages einer sprechenden Ratte. Kurz darauf schlittert sie zusammen mit ihrer besten Freundin Aurora in die unglaublichsten Abenteuer.
Mit Hilfe des Alchemisten Wittgenstein und des Bibliothekars Micklewhite versucht sie herauszufinden, was in London vor sich geht. Dazu muss sie nicht nur die Schauplätze des bekannten London aufsuchen, sondern auch die Stadt unter der Stadt, die von Göttern, Engeln, Tunnelstreichern, Elfen und anderen Wesen bewohnt wird, von denen Emily bisher dachte, dass es sie nur in Märchen gibt. Und nicht alle sind so nett und freundlich, wie es in den Büchern den Anschein hat. Emily und ihre Freunde wissen bald nicht mehr, wem sie eigentlich trauen können. Immer wieder taucht jedoch Lycidas auf, der einst unter dem Namen Lucifer bekannt gewesen ist.

## Anspielungen
Lycidas zeichnet sich unter anderem durch vielfältige Anspielungen aus. Im ganzen Buch verstecken sich Hinweise auf Werke der Weltliteratur, auf Musikstücke und bekannte Sänger und natürlich auch auf historische Ereignisse. So finden sich Anspielungen auf Das verlorene Paradies von John Milton, Göttliche Komödie von Dante Alighieri und diverse Werke von Charles Dickens aber auch Schauspieler, z. B. ist der Name des Bibliothekars, Maurice Micklewhite der Geburtsname von Michael Caine.

## Auszeichnungen
2005 wurde Lycidas mit dem Deutschen Phantastik-Preis ausgezeichnet.